# Siméon de Polotsk
Vous pouvez partager vos connaissances en l’améliorant (comment ?) selon les recommandations des projets correspondants.
Siméon de Polotsk (en russe : Симеон Полоцкий), à l'état civil Samuel Pétrovski-Sintnianovitch (Самуил Петровский-Ситнянович), né le 12 décembre 1629 à Polotsk et décédé le 25 août 1680 à Moscou, est un ecclésiastique orthodoxe russe, universitaire, poète, écrivain spirituel et homme des Lumières qui posa les fondations de la littérature russe moderne.

## Biographie

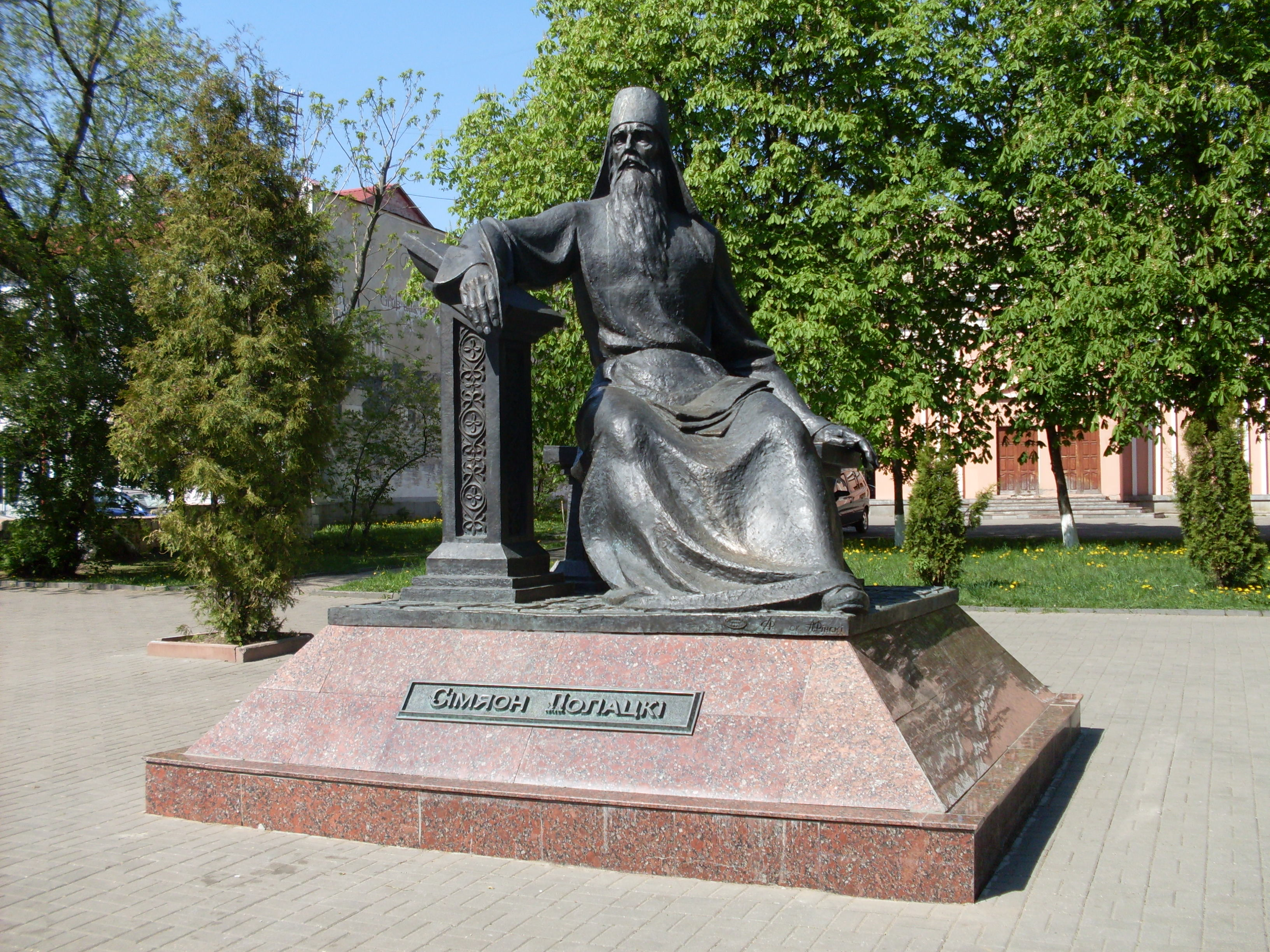
Monument à Polotsk

Transfuge biélorusse, il fit ses études à Kiev sous la direction de Lazare Baranovitch (en) qui l'introduisit à Moscou. Il y fonde une école au monastère Zaïkonospasski (en), où les jeunes commis des Affaires étrangères s’initient aux connaissances profanes requises par leur métier. 
En 1672, Siméon devient précepteur des tsarévitchs Alexis et Fédor III et de leur sœur Sophie. Poète et dramaturge de la cour, rédacteur des discours du tsar, il est le parfait représentant de l’école de Kiev. 
Il fut chargé d'organiser le synode de 1666-1667 qui mit en place les réformes du patriarche Nikhon et prend part à la création de la première institution d'éducation supérieure religieuse et laïque, l'Académie slavo-gréco-latine: projetée dès la fin des années 1670 par Pierre le Grand, Siméon de Polotsk en rédige la charte mais ne peut en voir l'inauguration: il meurt en effet en 1680.

## Œuvres
- Jezl pravlenia ("Le Sceptre du gouvernement") : traité contre le raskol. Siméon avait déjà traduit le traité de Païssios Ligaridès
- Obed duchevsny ("Le Déjeuner spirituel"), 1682, recueil de sermons
- Vetchernaïa suchevnaïa (Le Souper spirituel), 1683, recueil de sermon[1].
- "Histoire de Notre Seigneur le Christ Dieu", adaptation d'ouvrages de H. Mercator et de Henry More.